# Michal Čapka
Michal Čapka (* 19. října 1979 Přerov) je český divadelní a filmový herec.

## Životopis
Narodil se v Přerově do herecké rodiny. Jeho dědeček založil v Brodku u Přerova ochotnický herecký soubor a otec Jiří hrával v Divadle na Vinohradech. Strýc s tetou působí v Ostravě, kde je Vladimír členem Národního divadla moravskoslezského a Marcela zase Divadla Petra Bezruče. Michalovým bratrem je herec Filip Čapka, který má za manželku také herečku Zuzanu Čapkovou. Už jako desetiletý si Michal zahrál v ostravském státním divadle dětskou roli v Macbethovi, kde jeho otec měl hlavní roli. Jelikož se nechtěl věnovat divadlu a učil se hrát na různé nástroje a bavil ho hodně sport, rozhodl se pro Gymnázium Marie Majerové. Zde byl ale kvůli absencím v prvním ročníku vyhozen. Po přemlouvání se přihlásil na Janáčkovou konzervatoř v Ostravě, kde byl po zkouškách přijat. Už během studií hostoval v Divadle Petra Bezruče ve hře Konec hry. V inscenaci byl asistentem režie Ivan Krejčí, se kterým si sedli. Ten mu po absolutoriu nabídl angažmá v Městském divadle Karlovy Vary.
V angažmá v Karlových Varech byl dva roky, odkud odešel na jednu sezonu do Divadla loutek Ostrava. Byl zde jako záskok za herce, který odešel. Zahrál si například prasátko, prince anebo vodil loutku jednohlavého draka. Po roce ale obdržel nabídku do Komorní scény Aréna, kterou přijal a od roku 2002 je členem souboru. Hned po nástupu se stal její výraznou tváří a od počátku zde vytvořil řadu rolí. Ztvárnil například Gregerse Werleho v Divoké kachně, Alexeje v Hráčích, Olivera v Kočce v oreganu, Vladimíra Shoře v Lidské tragikomedii, Ligura v Mandragoře, Lokta v Něco za něco, Pana Martina v Plešaté zpěvačce, Padracia v Poručíkovi z Inishmoru, Trepleva v Rackovi, Konstantina v Ruské zavařenině, Ivana Čebutykina ve Třech sestrách, Zdeňka Mašáta ve Vyrozumění, Johna v Yermě anebo titulní role v Baalovi a Macbethovi. Mimo Arenu si zahostoval i v jiných divadlech, a to v Divadle Bez zábradlí a Činoherním klubu.
Za ztvárnění psa ve hře Psí srdce obdržel Cenu Alfréda Radoka. Na cenu byl nominován i za rok 2006 za roli Jindřicha v inscenaci Svatba.  Za rok 2007 obdržel cenu Thálie pro mladého činoherce.
Kromě divadla také hraje v hudební skupině Lefineser.

## Filmografie
| Rok  | Název                       | Role                    | Poznámky                                      |
| ---- | --------------------------- | ----------------------- | --------------------------------------------- |
| 2010 | Mamas a Papas               | Michal                  | film                                          |
| 2011 | Doktor pro zvláštní případy | odsouzený malíř Tesáček | TV film                                       |
| 2012 | Kriminálka Anděl            |                         | televizní seriál, epizoda: „Osmé nebe “       |
| 2013 | BikDýl                      |                         | TV minisérie                                  |
| 2013 | Nepravděpodobná romance     | Toni                    | film                                          |
| 2014 | Kdyby byly ryby             | kuchař                  | film                                          |
| 2015 | Vraždy v kruhu              | bezdomovec              | televizní seriál, epizoda: „Kamarád v nouzi“  |
| 2016 | Ostravak Ostravski          | Kuboš                   | film                                          |
| 2016 | Já, Mattoni                 | úředník                 | televizní seriál, epizoda: „Vídeňské líbánky“ |
| 2018 | Specialisté                 |                         | televizní seriál, epizoda: „Žádostivost“      |
| 2020 | Stockholmský syndrom        | kolega                  | TV minisérie                                  |
| 2020 | Modrý kód                   |                         | televizní seriál, díl: „Skok do prázdna“      |
| 2021 | Stíny v mlze                | Jan Prchal              | televizní seriál                              |
| 2021 | 1. mise                     |                         | televizní seriál, díl: „Kde je to jelito?“    |
| 2022 | Polda                       | Miloš Gelner            | televizní seriál                              |